# Región natural de Francia

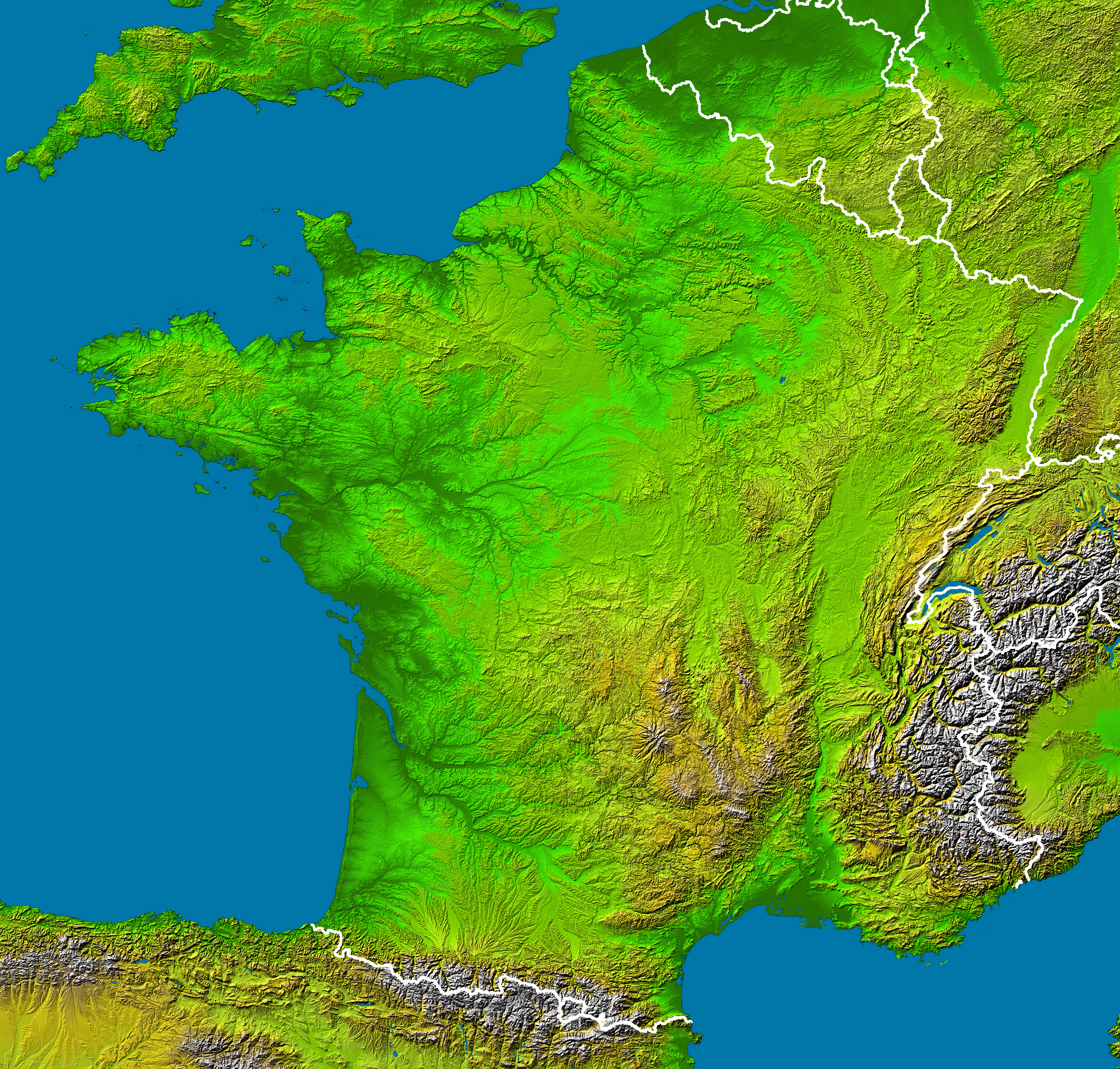
Imagen radar de Francia (NASA). Febrero de 2000.

Una región natural de Francia o país tradicional (procedente de la palabra en latín pagus, unidad territorial) es una región de amplitud limitada (algunas decenas de kilómetros) con caracteres físicos homogéneos (geomorfología, geología, clima, suelos, recursos hidráulicos) asociados a un empleo humano también homogéneo (con identidad cultural propia).
Las denominaciones de estos países o regiones provienen de geógrafos, eruditos locales y por las antiguas poblaciones rurales. Puede también surgir su denominación a raíz de la historia de antiguos feudos medievales, como en el caso de Vendômois.

## Herencia histórica
Numerosas regiones naturales de Francia corresponden a un límite político de la Edad Media, heredados a su vez de los pagi galo- romanos y, a través ellos, del territorio de un pueblo galo. A largo plazo las regiones naturales, confundidas con el poder político que las administraba, pudieron dar su nombre a entidades mucho más extensas. Esto implica confusiones a veces complicadas: el mismo nombre que designa espacios muy diferentes y a veces sin relación con el "país" que lleva este nombre (la región natural, su zona de influencia histórica más o menos perenne, sus posibles avatares administrativos). Los ejemplos son numerosos, entre los que se pueden citar:
- el País de Francia extendió su nombre a Francia
- el Artois (País de Arrás) y el Condado de Artois
- el Hainaut (que en origen se encontraba limitado al valle de Haine designa entidades históricas y una provincia administrativa de Bélgica)

## Realidad contemporánea de los países tradicionales
Los límites administrativos actuales coinciden únicamente en casos muy excepcionales con una región natural. La parte cultural y las herencias históricas que influyen sobre la percepción de una región «natural» hacen a veces delicada una definición precisa de cada país. 
La percepción de un espacio vivido y compartido por sus habitantes tiende a borrarse con la uniformidad de los métodos contemporáneos de vida: la urbanización, la mecanización de la agricultura, la emigración a grandes ciudades regionales. Las regiones naturales no siguen siendo una realidad menos tangible, a veces preponderante, a través los recursos y las dificultades geográficamente naturales, las tierras, los paisajes, los topónimos, la arquitectura tradicional, la gastronomía, las identidades locales.

## Renacimiento del concepto de país/región natural
Con una identidad física y cultural más o menos afirmadas, las regiones naturales de Francia son territorios percibidos y vividos por sus habitantes, pero a menudo con límites dudosos y sin reconocimiento administrativo. Su escala, es sin embargo a menudo pertinente y adaptada a la ordenación del territorio, por eso, se tiene el concepto de región natural y país tradicional desde la aparición de la LOADT del gobierno francés (Loi d'Orientation de l'Aménagement Durable du Territoire, «Ley de Orientación de la Ordenación Duradera del Territorio») que define Países (división territorial francesa) con proyectos específicos. Se ha de prestar atención, sin embargo a las confusiones que pueda generar, ya que los países-LOADT, utilizando al mismo tiempo a veces un nombre idéntico, son de diferente carácter y no concuerdan exactamente con los mismos límites geográficos, por ejemplo, el País de Bray y el País de Bray que refleja la LOADT.

## Listado de las regiones naturales de Francia
Bénédicte y Juan- Jacques Fénié elaboraron un listado de 546 países o regiones naturales en Francia (del País de Auch a Yvelines). El concepto relativamente confuso de País/Región natural limita la posibilidad de hacer una lista precisa. Distintas entidades, igualmente pertinentes las unas que otras pero con criterios o una opinión diferentes, pueden coincidir sobre el mismo espacio geográfico.
Así, por ejemplo, en Norte-Paso de Calais, desde los trabajos del geólogo Jules Gosselet del siglo XIX, se distinguen dos grandes conjuntos de regiones naturales: el Bas-Pays constituido por llanos y colinas de relieves suaves y el Haut-Pays con relieve geomorfológico mucho más acusado, como las mesetas cretáceas. De las propuestas cartográficas de Jules Gosselet, solo la región de Nervie, designando (según  el antiguo civitas del Nerviens) la región entre Escaut y Avesnois fueron reutilizados al aclarar la ambigüedad geográfica del término Hainaut. El límite entre Haute y Bas-Pays, reprendido a posteriori por el geógrafo Jean Sommé, es pertinente tanto en geografía física como humana, constituyendo el límite septentrional.